# Boris Henry
Boris Henry (ur. 14 grudnia 1973 w Völklingen) – niemiecki lekkoatleta specjalizujący się w rzucie oszczepem.
Dwukrotny uczestnik igrzysk olimpijskich (Atlanta 1996 – 5. miejsce i Sydney 2000 – 7. miejsce). Wicemistrz świata juniorów z 1992. W 1995 i 2003 zdobywał brązowe medale mistrzostw świata. W 2002 w Monachium zajął trzecie miejsce w mistrzostwach Europy. W 1997 był drugi podczas Finału Grand Prix IAAF, w 1998 zwyciężył w Superlidze Pucharu Europy, w 1999 zdobył złoty medal rozegranych w Zagrzebiu Światowych Igrzysk Wojskowych. 3. zawodnik Finał Grand Prix IAAF (Melbourne 2001) w 2002 był 2. w Pucharze Świata w Lekkoatletyce, a w Światowym Finale IAAF 2003 zajął 3. pozycję. Rekord życiowy: 90,44 (9 lipca 1997, Linz).